# برنامه مشاهده تشخیصی اوتیسم
برنامه مشاهده تشخیصی اوتیسم (به انگلیسی: Autism Diagnostic Observation Schedule)، یک ابزار است برای تشخیص و ارزیابی اوتیسم. روش آن شامل یک سری اعمال ساختاریافته و نیمه‌ساختار یافته‌است که شامل تعامل اجتماعی بین بیمار و متخصص می‌شود. متخصص رفتار کودک را مشاهده می‌کند، شناسایی می‌کند و به گروه‌های از پیش مشخص‌شده انتساب می‌دهد.

## روش
ADOS مجموعه‌ای از آزمون‌های ساختاریافته و نیمه‌ساختار یافته‌است که حدود ۳۰ تا ۶۰ دقیقه طول می‌کشد. در طول این مدت، آزمونگر یک سری موقعیت برای بررسی ارتباطات و روابط اجتماعی مربوط به تشخیص اوتیسم را فراهم می‌کند.

هر نمونه با یکی از ۴ روش زیر بررسی می‌شود. انتخاب روش مناسب بر اساس رشد و نمو و سطح زبان فرد است. تنها گروهی که نمی‌توانند مورد آزمون قرار بگیرند، نوجوانان و بزرگسالان غیرکلامی هستند.

## ماژول
روش ۱: برای کودکانی که نمی‌توانند صحبت کنند، یا جملات کوتاهی دارند.
روش ۲: افراد که از می‌توانند جمله بیان کنند، اما صحبت نمی‌کنند.
روش ۳: برای نمونه‌های بزرگ‌تر که روان صحبت می‌کنند

روش ۴: برای نوجوان و بزرگسال که روان صحبت می‌کنند.

از آنجایی که در روش ۱ و۲، نمونه باید در اتاق حرکت کند، توانایی حرکتی در آنها ضروری است.